# Xenon Racer
Xenon Racer ist ein Rennspiel, das von dem italienischen Entwicklerstudio 3DClouds entwickelt und von Soedesco am 26. März 2019 für Microsoft Windows, PlayStation 4, Xbox One und Nintendo Switch veröffentlicht wurde.

## Spielprinzip und Handlung
Xenon Racer ist ein Rennspiel, das im Jahr 2030 spielt. Das Spiel enthält insgesamt sieben Strecken, die an verschiedenen Orten aus aller Welt spielen. Die Spieler fahren die letzten Autos der Welt, da Autos laut dem Spiel im Jahr 2030 komplett durch fliegende Fahrzeuge ersetzt wurden.

## Entwicklung
Xenon Racer wurde in seiner frühen Entwicklungsphase häufig mit anderen Spielen aus bekannten Rennspielserien wie F-Zero, Wipeout und Fast RMX verglichen.
Im Februar 2019 kündigte Soedesco eine Partnerschaft mit dem kanadischen Plattenlabel Monstercat an, um einen Teil der Musikbibliothek des Labels mit ins Spiel zu bringen.
Als Engine kommt die Unreal Engine 4 zum Einsatz.

## Rezeption
Xenon Racer wurde von der Fachpresse größtenteils mittelmäßig bewertet.
Auf der Bewertungswebsite Metacritic hält die PS4-Version des Spiels – basierend auf 14 Bewertungen – einen Metascore von 64 von 100 möglichen Punkten.
Das deutschsprachige Online-Computerspielmagazin 4Players bemängelte die ihrer Ansicht nach schlechte technische Umsetzung der Konsolen-Versionen. Selbst auf den beiden bis dato leistungsstärksten Spielkonsolen Xbox One X und PlayStation 4 Pro liefe das Spiel im Performance-Modus „nur mit unangenehmen grafischen Abstrichen gerade so halbwegs flüssig.“ Des Weiteren seien die Texturen der PS4-Pro-Version des Spiels selbst im Quality-Modus sehr unscharf. Die Nintendo-Switch-Version des Spiels wurde von dem Magazin mit 18 von 100 Punkten bewertet und als „nicht […] vernünftig spielbar[…]“ bezeichnet.